# Valeriu Marcu

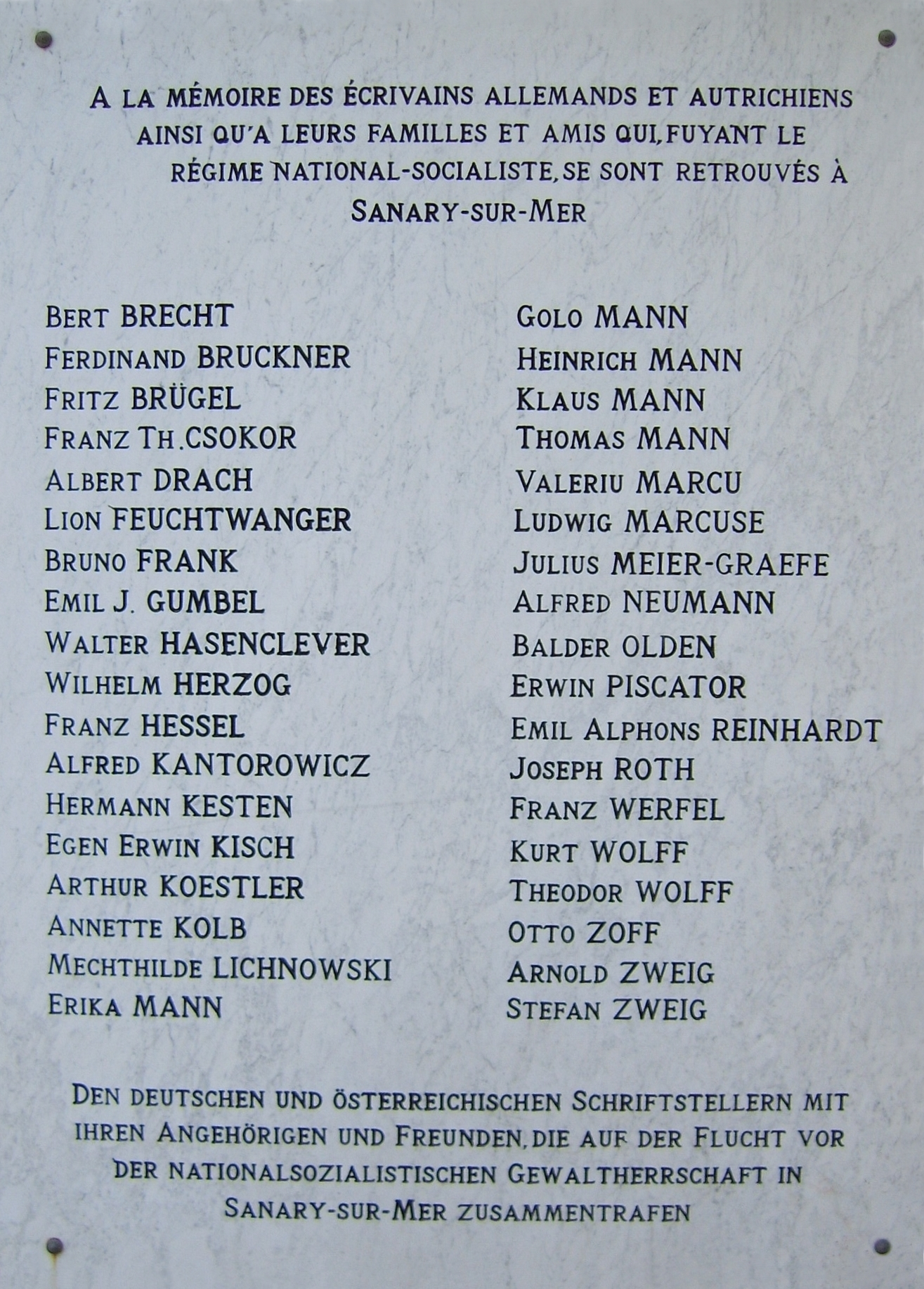
Plaque commémorative en l'honneur des écrivains allemands et autrichiens (dont Valeriu Marcu) qui, fuyant le nazisme, s'étaient réfugiés à Sanary-sur-Mer.

Valeriu Marcu (né le 8 mars 1899 à Bucarest; mort le 4 juillet 1942  à New York) fut un poète, écrivain et historien roumain. La plupart de ses œuvres furent écrites en allemand et il fut l'auteur de la première biographie de Vladimir Ilitch Lénine.

## Biographie

### Enfance et jeunesse en Roumanie et ailleurs
Valeriu Marcu est né le 8 mars 1899 à Bucarest. Son père, Samuel Marcu, fils d'un tailleur de Iași, est devenu ingénieur puis dirigeant de la filiale bucarestoise. Le caractère indépendant du jeune Valeriu s'est heurté tôt au caractère de son père soucieux de maintenir la sécurité d'une existence bourgeoise. Il fut envoyé dans un internat viennois , dont il fut renvoyé en 1915 par la police autrichienne après avoir inscrit sur un mur le slogan « Vive la France ! ». À Vienne, il prit contact avec des cercles radicaux de gauche, qu'il intensifia à Bucarest, où il connut le chef du parti socialiste Christian Rakovski, qui lui présenta Léon Trotski. En désespoir de cause, sa famille l'envoya faire ses études à Zurich, où, recommandé par Rakovski, il écrivit ses premiers articles dans le journal de l'Internationale des jeunes communistes. De retour à Bucarest, il écrivit sur la culture allemande dans la revue Scena [La Scène] de Dumitru Karnabatt et Adolf De Herz et sous la direction de Constantin Titel Petrescu, élabora une propagande anti-guerre afin de la propager auprès des officiers autrichiens. En mars 1918 Valeriu Marcu fait imprimer à l'imprimerie Brănișteanu des milliers d'exemplaires d'un manifeste appelant au combat ouvert contre l'occupant. Il fut arrêté et présenté devant un tribunal de guerre allemand. Sur intervention de son père auprès de Walther Rathenau, il ne fut condamné qu'à la déportation en Allemagne. Un train militaire le conduisit au camp d'internement de Rastatt.

### La carrière littéraire
Les années suivantes, il est actifs sur tous les fronts communistes, mais en 1921, à la suite de l'éviction de Paul Levi, dont il était un des partisans, il est exclu de l'Internationale des jeunes communistes. Il se tourne alors vers une carrière de presse et d'écrivains : ses essais et biographies recueillent un succès tant public que critique. Il se maria avec Eva Gerson.

### L'exil
Mais le couple juif, et politiquement opposé à Adolf Hitler était menacé et quitta l'Allemagne pour l'Autriche puis la France, où il s'établit à Nice. En 1940, Varian Fry les aida à quitter la France pour les États-Unis. Le 9 février 1941 le départ fut confirmé. Sa bibliothèque fut confiée à Jane Simone Bussy(1906-1960), fille de Dorothy Bussy et de Simon Bussy. Le beau-père et le beau-frère de Marcu restèrent à Nice et sont morts, le premier dans un camp de concentration, le second s'est suicidé. Valeriu Marcu, Eva et leur fille Monica quittèrent l'Europe le 29 mars 1941.
Valeriu Marcu se sentait déraciné à New York, malgré l'aide de Heinrich Mann ou Hermann Kesten. Il commença cependant à publier et sa famille écoutait ses commentaires en allemand sur Voice of America. Le 4 décembre 1942 Valeriu Marcu est décédé d'un infarctus dans la maison de Gottfried Treviranus.
Communiste convaincu dans sa jeunesse, il avait été partisan de Béla Kun, ami d'Ernst Jünger), et inscrit sur la liste des auteurs interdits pendant la période du national-socialisme.

## Œuvres
- Die weiße und rote Armee [Les Armées blanche et rouge], Verlag der Jugend-Internationale, St. Petersburg, 1921
- Imperialismus und Frieden, Raubkrieg und Revolution [Impérialisme et paix, guerre de brigandage et révolution], sous le pseudonyme Gracchus, Neuer Deutscher Verlag F. L. Halle & Co., Berlin, 1924
- Imperialismus und Friede [Impérialisme et paix], Berlin, 1924
- Schatten der Geschichte: 15 europäische Profile [Ombres de l'histoire : 15 profils européens], Hoffmann und Campe, Berlin, 1926
- Wilhelm Liebknecht 1823-26: März 1926. Ein Bild der Deutschen Arbeiterbewegung [Wilhelm Liebknecht 1823-26 : mars 1926. Une image du mouvement travailliste allemand], Berlin, 1926
- Der Rebell und die Demokratie : Zur Krise d. Sozialismus [Le rebelle et la démocratie : sur la crise du socialisme], E. LAub'sche Verlagsbuchhandlung, Berlin, 1927
- Lenin, 30 Jahre Russland : Mit zahlr., teilw. unveröff. Bildern  [Lénine, 30 années de Russie], Paul List, Leipzig, 1927
- Das grosse Kommando Scharnhorsts. Die Geburt einer Militärmacht in Europa [Le grand commando Scharnhorst. La naissance d'une puissance militaire en Europe], Paul List, Leipzig, 1928
- Die Geburt der Nationen: Von der Einheit des Glaubens zur Demokratie des Geldes [La naissance des nations : de l'unité de la croyance à la démocratie de l'argent], Berlin, 1930
- Männer und Mächte der Gegenwart [Hommes et puissances du temps présent], Gustaf Kiepenheuer, Berlin, 1930
- Die Vertreibung der Juden aus Spanien [L'Expulsion des Juifs d'Espagne], Querido Verlag, Amsterdam, 1934, puis seconde édition, Mattes & Seitz, Munich, 1991
- Machiavelli: Die Schule der Macht [Machiavel : l'école du pouvoir], Allert de Lange, Amsterdam 1937, rééditions de 1994, 1999
- Ein Kopf ist mehr als vierhundert Kehlköpfe . Gesammelte Essays: Im 60. Todesjahr Valeriu Marcu zum Gedenken. [Une tête vaut mieux que quatre cents larynx. Essais complets : pour le soixantième anniversaire de la mort de Valeriu Marcu], publiés par Andrei Corbea Hoișie, Hartung-Gorre Verlag, Constance, 2002

## Traductions en français
- Lénine (1870-1924)[2], traduit de l'allemand par A. Lecourt, Paris, 1930
- 1871, dans Revista fundațiilor regale [La revue des fondations royales], Bucarest, février 1934, traduit en français par Gabrielle Danoux, 2016.